# Resolució 2221 del Consell de Seguretat de les Nacions Unides
La Resolució 2221 del Consell de Seguretat de les Nacions Unides fou adoptada per unanimitat el 26 de maig de 2015. El Consell va ampliar l'operació de la Missió d'Assistència de les Nacions Unides a Somàlia (UNSOM) a Somàlia fins a principis d'agost de 2015.

## Contingut
El 2013, la Unió Africana havia estat autoritzada a enfortir temporalment la seva força de manteniment de la pau AMISOM amb uns milers de tropes. A principis d'aquest any també es va establir la UNSOM.
Junts, es va avaluar l'enfortiment de l'AMISOM. Per donar a tots els implicats l'oportunitat de valorar adequadament les recomanacions que en van sorgir, el mandat de la UNSOM, que acabava el 28 de maig, es va estendre per poc temps, fins al 7 d'agost de 2015.
L'enquesta va mostrar, entre altres coses, que no era el moment adequat per enviar a Somàlia una força de manteniment de la pau de l'ONU. Semblava millor ampliar el reforç temporal de l'AMISOM perquè pogués continuar l'ofensiva contra Al-Xabab.